# Gerville
Gerville é uma comuna francesa na região administrativa da Normandia, no departamento de Sena Marítimo. Estende-se por uma área de 3 km². Em 2010 a comuna tinha 434 habitantes (densidade: 144,7 hab./km²).